# ࢢ
Le jīm deux points suscrits ‹ ࢢ › est une lettre de l'alphabet arabe utilisée dans l’écriture du seereer écrit avec l’alphabet arabe harmonisé du Sénégal. Elle est composée d’un jīm ‹ ج › diacrité de deux points suscrits.